# Перцева Тетяна Олексіївна
Тетяна Олексіївна Перцева (нар. 1952) — українська лікарка і педагогиня, ректорка Дніпровського державного медичного університету, Заслужена діячка науки і техніки України, докторка медичних наук, професорка, завідувачка кафедри факультетської терапії та ендокринології, член-кореспондент НАМН України, заслужена працівниця народної освіти України, відмінниця охорони здоров'я України, неодноразово нагороджувалась почесними грамотами МОЗ України, Кабінету Міністрів України, Дніпропетровської обласної державної адміністрації, нагороджена відзнакою за розвиток міста Дніпро.

## Біографія
- У 1975 р. закінчила з відзнакою лікувальний факультет Дніпропетровського медичного інституту і до 1980 р. працювала дільничою терапевткою.
- У 1980—1983 рр. Тетяна Олексіївна — клінічна ординаторка кафедри госпітальної терапії № 1, потім ассистент, а з 1988 р. — доцент цієї ж кафедри.
- З 1992 р. Т. О. Перцева — завідувачка кафедри факультетської терапії (нині — кафедра факультетської терапії та ендокринології)
- у 1993 р. була затверджена у званні професорки;
- у 1992—1993 рр. виконує обов'язки декана медичного факультету
- з 02.09.1993 року — другий проректорка з навчальної роботи
- з 01.09.1996 р. — проректорка з навчально- виховної роботи
- з 04.03.2004 року Тетяна Олексіївна — перший проректорка академії.

## Наукова діяльність
1. У 1984 р. захистила кандидатську дисертацію на тему «Гемосорбция в комплексном лечении больных тяжелой формой инфекционной бронхиальной астмы и астматическим статусом»
2. у 1992 р. — захистила докторську дисертацію на тему «Клинико-диагностические и терапевтические аспекты поражения еритроцитарных мембран у больных хроническим бронхитом по мере нарастания дыхательной недостаточности».
3. професор Т. О. Перцева очолює роботу в академії щодо впровадження новітніх навчальних технологій. У 1995 р. проф. Т. О. Перцева бере участь в обговоренні і доекспериментальному «народженні» ідеї запровадження об'єктивного контролю якості освіти в Україні в рамках проекту партнерства агенції міжнародного розвитку США з Росією і Україною в галузі медичної освіти «Трансформація навчальних програм та введення методів стандартизованого контролю».
4. Вперше у 1996 р. в академії проф. Т. О. Перцева організовує проведення конференції у рамках «Проекту партнерства та навчання у галузі медичної освіти» представниками Рочестерського університету США. Вона є ініціатором впровадження в академії програми «Введення у здоров'я та хворобу людини». Результати впровадження курсу «Введення у здоров'я та хворобу людини» в навчальну програму партнерських шкіл доповідались у Рочестерському університеті у школі медицини та стоматології.
5. У 1996 р. у Барселоні та у 2003 р. у Берні Тетяна Олексіївна брала участь у засіданнях «круглого столу» на конференціях асоціації медичної освіти Європи в обговорюванні питань реформування медичної освіти в Україні, у 2005 р. — у національній нараді зі стратегії розвитку вищої професійної освіти в охороні здоров'я України за участю експертів ВООЗ та Всесвітньої федерації медичної освіти.
6. У травні 1997 р. на конференції «Досягнення та перспективи програм партнерства в галузі медичної освіти з Росією та Україною» (школа медицини та стоматології Рочестерського університету) проф. Т. О. Перцева виступає з доповіддю на секції «Новітні навчальні моделі-результати, висновки та пропозиції на майбутнє».
7. У 1999 р. за ініціативою проф. Т. О. Перцевої вперше в академії створюється модель практично-орієнтованого іспиту із клінічних дисциплін як прототип іспиту OSKI. Апробація протягом двох років дозволяє вперше у 2001—2002 н.р. запровадити цю модель як експериментальну до впровадження галузевих стандартів вищої медичної освіти на медичних факультетах. У 2000—2003 рр. як член робочої групи МОЗ України (лист від 15.11.2000 р. № 328 — адм.) вона активно працює над розробкою складових галузевих стандартів вищої освіти та організовує обговорення проекту освітньо-кваліфікаційної характеристики спеціаліста напряму «медицина» з професорсько-викладацьким складом академії і направляє пропозиції до МОЗ України. До МОЗ України направлені і пропозиції щодо нової форми проведення державної атестації випускників медичних факультетів.
8. У 2002—2003 н.р. спільно з Івано-Франківською державною медичною академією та фахівцями випускаючих кафедр ведеться розробка моделі практично-орієнтованого іспиту для лікарів стоматології, її апробація та вдосконалення. Ретельний аналіз результатів впровадження нових форм навчання, а саме ліцензійних іспитів та практично-орієнтованих іспитів на медичних та стоматологічному факультетах дозволив удосконалити теоретичну підготовку та формування вмінь і практичних навичок студентів щодо професійної діяльності. З метою підготовки до ліцензійних тестових іспитів професором Т. О. Перцевою в академії запроваджено проведення незалежного від кафедр діагностування мінімального обов'язкового рівня професійної компетентності у студентів, що проводиться постійно у формі ректорського контролю за технологією Центру тестування МОЗ України. За її ініціативою за останні роки академія придбала манекени, муляжи для відпрацювання студентами вмінь та практичних навичок згідно з вимогами галузевих стандартів. На клінічних кафедрах створені навчальні кімнати щодо формування практичних навичок, що дозволяє щорічно удосконалювати технологію практично-орієнтованого державного іспиту. Як член робочої групи МОЗ України проф. Т. О. Перцева брала участь у розробці складових галузевих стандартів вищої освіти (засоби діагностики, розробка Положення про практично-орієнтований іспит 2002—2005 рр.).
9. Професор Т. О. Перцева бере безпосередню участь у запровадженні в академії кредитно-модульної системи навчання, яке почалось з 01.09.05 р. на медичних факультетах, та з 01.09.2010 р. на стоматологічному факультеті: постійно проводяться наради, питання декілька разів обговорювались на засіданнях ЦМК, проведено декілька конференцій професорсько-викладацького складу, в академії уніфікована та удосконалена система оцінки рівня знань студентів тощо.

## Діяльність в сфері медицини
- Професорка Т. О. Перцева — авторка понад 450 наукових праць, у тому числі навчальних програм, підручників з ендокринології та невідкладних станів у клініці внутрішніх хвороб, 2 монографій, 10 навчальних посібників, 3 методичних рекомендацій МОЗ України, 5 винаходів, 3 галузевих нововведень, є співавтором численних наукових публікацій щодо впровадження в академії новітніх технологій підготовки майбутніх лікарів та доповідей на навчально-методичних конференціях ВМ(Ф)НЗ України та міжнародних конференціях (1999—2010 рр.). Під її керівництвом виконано та захищено 1 докторська та 27 кандидатських дисертацій, виконуються 2 докторські та 5 кандидатських дисертацій. Під керівництвом професора Т. О. Перцевої та за її постійної підтримки на кафедрі створені і функціонують «Астма-школа» й «Школа для хворих на хронічний бронхіт». У 1997 р. в рамках Всеукраїнської програми «Здорові легені України» нею було відкрито регіональний консультативно-діагностичний кабінет «Пульміс». Для лікарів міста організований постійно діючий семінар з актуальних проблем пульмонології.
- Проф. Т. О. Перцева брала активну участь у розробці українських консенсусів із діагностики та лікування бронхіальної астми, пневмонії, хронічного бронхіту. Вона бере активну участь у роботі Європейської асоціації з медичної освіти, на засіданнях якої неодноразово виступала з доповідями щодо проблем викладання внутрішніх хвороб у медичних вузах. Голова Дніпропетровського обласного товариства терапевтів, активний член Українського товариства фтизіатрів та пульмонологів, Українського товариства алергологів, секретар клінічної групи Європейського респіраторного товариства, член редакційних колегій 5 фахових журналів: «Медичні перспективи», «Астма і алергія», «Український пульмонологічний журнал», «Український терапевтичний журнал» та «Український хіміотерапевтичний журнал», вона є активним учасником міжнародних і республіканських з'їздів, конференцій, симпозіумів, семінарів.